# 仆散端
仆散端（？—1217年），本名七斤。金朝将领。女真族，中都路（治所在今北京）火鲁虎必刺猛安人。
仆散端少年时无心读书，练武也不用功。早年选充护卫，迁太子仆正，完颜亮时为滕王府长史、宿直将军、邳州刺史、尚厩局副使。金世宗时官至右卫将军。明昌元年（1190年），金章宗即位，转任左卫将军。历任东北路招讨副使、左副点检、都点检，河南、陕西统军使，复为都点检、御史大夫。承安四年（1199年），从章宗至蓟州秋山猎，因为射鹿误入金章宗的围猎，被解职。泰和三年（1203年），起为御史大夫。泰和四年（1204年）拜尚书左丞。仆散端的母亲去世了，他回家处理完丧事后，仍被起复为尚书左丞。泰和六年（1206年），平章政事仆散揆率军讨伐宋朝，大军云集汴京一带，仆散端力主对南宋用兵，行省事于汴京（今河南省开封市），主持留守事务，参与指挥伐宋战事。后以曾劝章宗纳妇女遭斥。泰和七年（1207年），进平章政事，兼右副元帅，封申国公。大安元年（1209年）卫绍王完颜永济即位，为右丞相，授世袭谋克。贞祐二年（1214年），为南京留守，建议宣宗南迁汴京。金宣宗迁都，命他知开封府事，为御史大夫，拜尚书左丞相。贞祐三年（1215年），兼枢密副使，进兼枢密使。奉命于陕西行省事，招降通远军及陇外临洮、积石州、兰州。兴定元年（1217年），奏请朝廷在巩州设立元帅府，准备应援。不久仆散端病亡，赠延安郡王，谥忠正。

## 延伸阅读
[在维基数据编辑]
 《金史·卷101》，出自脱脱《遼史》